# Asopus Vallis
Asopus Vallis je údolí na povrchu Marsu, nachází se 4.4° jižní šířky a 149.7° západní délky. Je přibližně 33 km dlouhé a je pojmenované podle řeky Asopos (Boeotian) v Řecku.

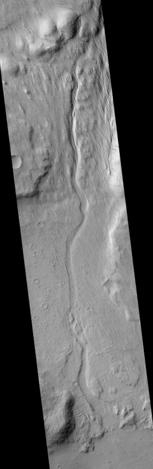
Asopus Vallis (HiRISE).